# Remich
Remich (luxemburguès Réimech) és una comuna i vila a l'est de Luxemburg, que forma part del cantó de Remich. Limita a l'oest amb Bous, al nord amb Stadtbredimus, al sud amb Wellenstein i a l'est amb el departament de Mosel·la i Alemanya.

## Població
| Nacionalitat   | Població | %      |
| -------------- | -------- | ------ |
| luxemburguesos | 1.841    | 63,86% |
| Forasters      | 1.042    | 36,14% |
| - portuguesos  | 478      | 16,58% |
| - francesos    | 148      | 5,13%  |
| - italians     | 32       | 1,11%  |
| - belgues      | 53       | 1,84%  |
| - alemanys     | 103      | 3,57%  |
| - iugoslaus    | 76       | 2,64%  |
| - altres       | 152      | 5,27%  |

## Evolució demogràfica
| Any        | Població |
| ---------- | -------- |
| 15/02/2001 | 2.883    |
| 01/01/2002 | 2.885    |
| 01/01/2003 | 2.909    |
| 01/01/2004 | 2.964    |
| 01/01/2005 | 2.986    |